# Leptodontidium aciculare
Leptodontidium aciculare är en svampart som beskrevs av V. Rao & de Hoog 1986. Leptodontidium aciculare ingår i släktet Leptodontidium, ordningen disksvampar, klassen Leotiomycetes, divisionen sporsäcksvampar och riket svampar.   Inga underarter finns listade i Catalogue of Life.